# Plestiodon anthracinus
Plestiodon anthracinus là một loài thằn lằn trong họ Scincidae. Loài này được Baird mô tả khoa học đầu tiên năm 1849.

## Hình ảnh

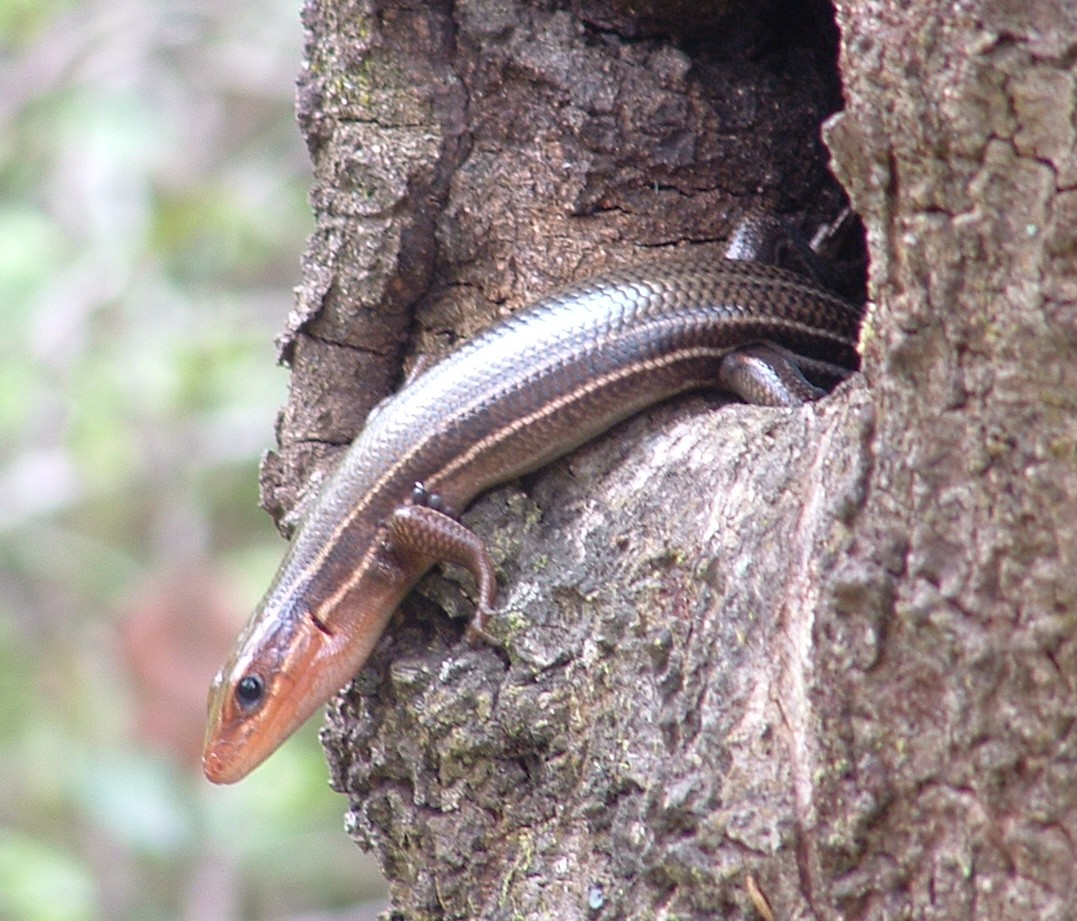
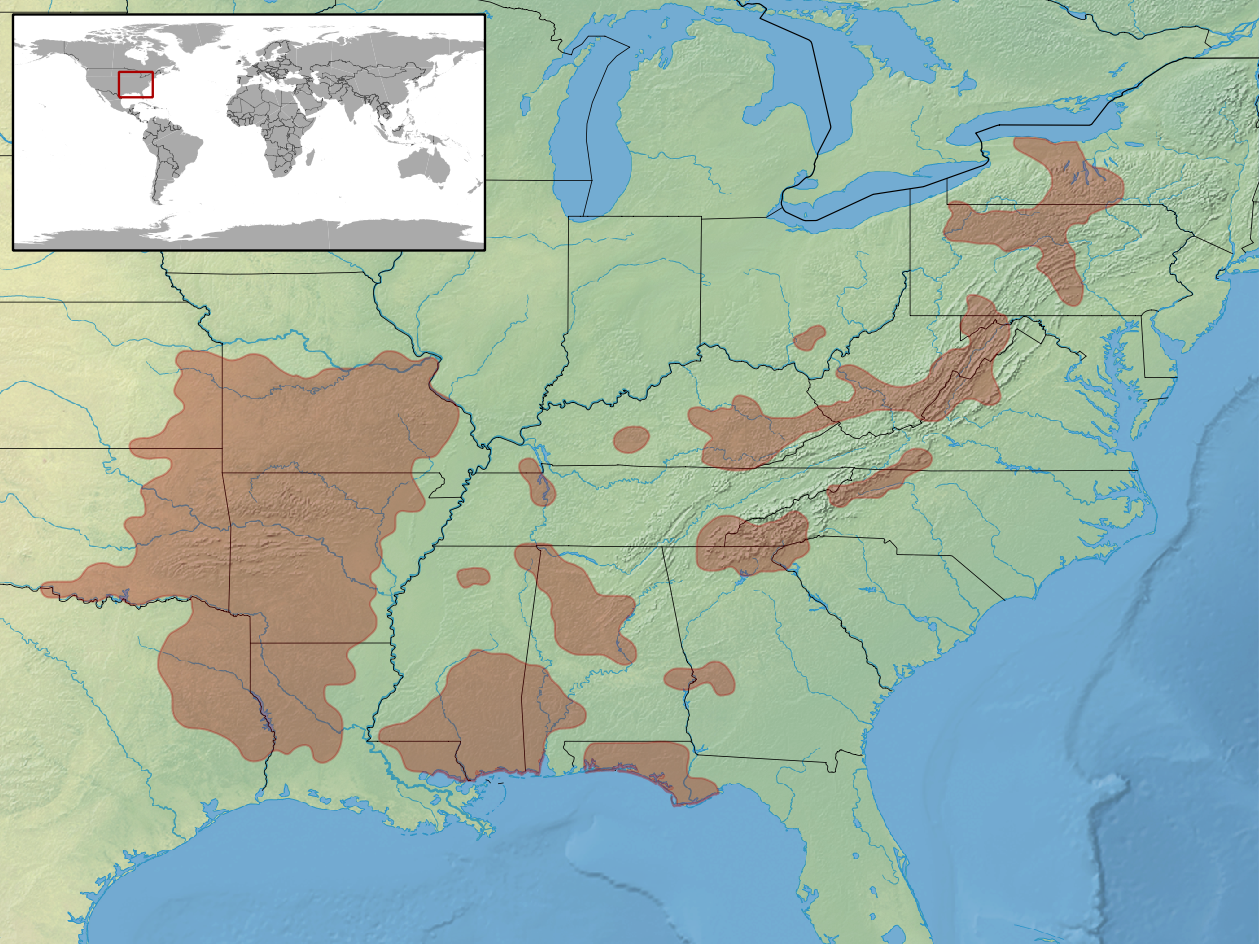